# Frieda Belinfante
Frieda Belinfante (født 10. maj, 1904 i Amsterdam, Holland - død 5. marts, 1995 i Santa Fe, New Mexico) var en hollandsk cellist, dirigent, prominent lesbisk og en del af modstandsbevægelsen under 2. verdenskrig.

## Familie og baggrund
Frieda Belinfante var datter af den jødiske pianist Aron Belinfante og Georgine Antoinette Hesse. Hun var det tredje barn i en søskendeflok på fire. Belinfantes far, Aron, var en prominent pianist i Amsterdam, og var den første der opførte alle Beethovens klaversonater udenad på en enkelt sæson. Desuden grundlagde han forbundet for musiklærere i Holland. Frieda Belinfante begyndte at spille cello, da hun var 10 år gammel, og hun dimitterede fra musikkonservatoriet i Amsterdam som 17-årig. Hun spillede sin debutkoncert i Kleine Zaal i Concertgebouw.
Belinfante levede sammen med komponisten og pianisten Henriëtte Hilda Bosman fra 1922-1929. I 1931 blev hun gift med John Falcon, men de blev skilt i 1936.

## Karriere
Belinfante begyndte at dirigere i 1930'erne i Amsterdam og overgik sine mandlige klassekammerater på et dirigentkursus i 1939. I 1947 rejste hun til USA og flyttede til Laguna Beach for at undervise i cello på universitetet og for at dirigere. Her ledte hun et ensemble ved amfiteateret Irvine Bowl, og senere udviklede dette sig til Orange County Philharmonic. Belinfante dirigerede seks til otte koncerter årligt med Orange County Philharmonics ind til 1961, hvor hun ikke blev genansat som orkestrets dirigent. Ifølge Belinfante selv, skyldtes dette rygter om hendes liv som lesbisk kvinde. På trods af dette fortsatte Frieda Belifante med at dirigere forskellige ungdomsorkestre i de efterfølgende år.

## Modstand under krigen
Frieda Belinfante blev en aktiv del af den hollandske modstandsbevægelse under 2. verdenskrig, og var primært med til at producere falske personlige dokumenter til jøder. Hun var sammen med bl.a. med kunstneren Willem Arondeus en del af CKC modstandsgruppen, som stod bag bombningen af folkeregistret i Amsterdam d. 27 marts, 1943, som destruerede tusindvis af dokumenter og forhindrede nazisterne i at sammenligne falske personlige dokumenter med rigtige. Attentatet var succesfuldt, men mange medlemmer af gruppen med anholdt og henrettet. For at skjule sig for nazisterne og Gestapo levede Belinfante i tre måneder forklædt som en mand. Hun flygtede til Schweiz, og vendte først tilbage til Holland efter krigens afslutning.
Frieda Belinfante døde i april 1995, og ifølge hendes bekendte var årsagen en kræftsygdom.

## Film
I 1998 udkom en dokumentar om Frieda Belinfante med navnet But I Was a Girl: The Story of Frieda Belinfante.